# Rogue Agent
Rogue Agent és una pel·lícula de thriller de misteri biogràfic de 2022 dirigida per Adam Patterson i Declan Lawn en el seu primer llargmetratge, a partir d'un guió que la parella va escriure conjuntament amb Michael Bronner basat en l'article inèdit "Chasing Agent Freegard" de Michael. Bronner. James Norton interpreta Robert Hendy-Freegard, un estafador que va enganyar i va convèncer a diverses persones que era un agent de l'MI5. Gemma Arterton protagonitza la persona que el va fer caure, amb membres addicionals del repartiment com Shazad Latif, Marisa Abela, Edwina Findley i Julian Barratt. S'ha doblat i subtitulat al català.
La pel·lícula es va estrenar al Regne Unit el 27 de juliol de 2022 a Netflix.